# 400796 Douglass
400796 Douglass è un asteroide della fascia principale. Scoperto nel 2010, presenta un'orbita caratterizzata da un semiasse maggiore pari a 2,6424009 UA e da un'eccentricità di 0,2651120, inclinata di 15,49492° rispetto all'eclittica.